# Schizocosa saltatrix
Schizocosa saltatrix är en spindelart som först beskrevs av Nicholas Marcellus Hentz 1844.  Schizocosa saltatrix ingår i släktet Schizocosa och familjen vargspindlar. Inga underarter finns listade i Catalogue of Life.